# George Gurdjieff
George Ivanovich Gurdjieff (/ˈɡɜːrdʒiˌɛf/; 13 tháng 1 năm 1866/1872/1877? – 29 tháng 10 năm 1949), cũng được viết là Georges Ivanovich Gurdjieff hoặc G. I. Gurdjieff, là một nhà huyền môn, triết gia, thầy tâm linh, và nhà soạn nhạc đầu thế kỷ 20. Ông sinh tại khu vực Armenia của nước Nga với nguồn gốc Armenia và Hy Lạp. Gurdjieff dạy rằng hầu hết con người không có một ý thức tâm trí-cơ thể thống nhất và do đó sống một cuộc sống trong trạng thái thôi miên "nửa ngủ nửat thức", nhưng có thể vượt qua điều này để đạt tới một trạng thái cao hơn của ý thức nhằm có được đầy đủ tiềm năng của con người. Gurdjieff mô tả phương pháp cố gắng để làm như vậy, gọi là kỷ luật "Công việc" (hàm ý "công việc trên chính bản thân") hoặc "Phương pháp". Theo các nguyên lý và hướng dẫn của ông, phương pháp của Gurdjieff để đánh thức ý thức của con người kết hợp các phương pháp của fakir, tu sĩ và yogi, và do vậy ông nói đến nó như là "con đường thứ tư".